# Jan Eekhout (schrijver)
Jan Hendrik Eekhout (Sluis, 10 januari 1900 – Amsterdam, 6 maart 1978) was een Nederlandse dichter, romanschrijver en vertaler.
Eekhout behoorde als protestants-christelijk schrijver met zijn vroege poëzie tot de kring van Opwaartsche Wegen, maar hij werkte ook mee aan De Vrije Bladen. Hij debuteerde met de bundel Louteringen (1927). Hij publiceerde poëzie en enkele romans, waaronder Warden, een koning (1937). In die tijd dreef hij steeds meer in de richting van het nationaalsocialisme.
Zijn dichtbundels Magie der Aarde (1938) en Solaas (1940) werden door dr. J. van Ham, het latere hoofd van de Afdeeling Boekwezen van het nationaalsocialistische Departement van Volksvoorlichting en Kunsten, de hemel in geprezen in het tijdschrift De Schouw.
In 1939 werd hij lid van de NSB, maar gaf pas na mei 1940 blijk van zijn nationaalsocialistische overtuiging. Hij schreef in die jaren vooral 'volks' proza, waarin een zwakke afschaduwing van Blut und Boden-theorieën een rol speelde. Daarbij richtte hij zich als Zeeuws-Vlaming vooral op de Vlaamse gebieden, getuige de roman Leven en daden van Pastoor Poncke van Damme in Vlaanderen (1941) en zijn bewerking van De waarachtige historie van Tijl Uilenspiegel in Vlaanderen (1940).
Roel Houwink stelde in 1941 een bloemlezing uit Eekhouts poëzie samen onder de titel De betooverde pelgrim. In 1942 accepteerde Eekhout de Meesterprijs 1941 van het Departement van Volksvoorlichting en Kunsten voor zijn proza. Hij publiceerde in 1942 bij de nationaalsocialistische uitgeverij De Schouw de verzenbundels De zanger van de nacht (opgedragen aan Tobie Goedewaagen) en Noordlicht. In datzelfde jaar verscheen zijn Groot-Duitsche dichtkunst, een bloemlezing van door Eekhout vertaalde Duitse nationaalsocialistische poëzie. Uit eigen kring kreeg hij op deze bloemlezing kritiek van Gerard Wijdeveld.
In 1942 werd hij in het dagblad Het Vaderland door G.H. 's-Gravesande beschuldigd van het ontlenen van motieven uit de verhalen over Nasreddin Hodja voor de roman Leven en daden van Pastoor Poncke van Damme in Vlaanderen. 's-Gravesande noemde het plagiaat en raakte met Eekhout in een felle polemiek verwikkeld.
In 1944 verscheen bij Nenasu zijn roman De historie van Kathelijne Claes van Sluys in Vlaanderen. Eekhout droeg het boek op aan 'dr. H. Lohse', de man die aan het hoofd stond van het Referat Schrifttum dat tijdens de Tweede Wereldoorlog in laatste instantie bepaalde wat mocht verschijnen en wat niet. Zijn laatste publicatie in oorlogstijd (het gedicht 'Laat ons heidenen zijn') verscheen in maart 1945 in Storm, het weekblad van de Nederlandsche SS.
Na de oorlog veroordeelde de rechtbank in Leeuwarden hem tot een gevangenisstraf van twee jaar. Daarnaast mocht hij tien jaar niets publiceren. Hij trachtte zich te rehabiliteren in het autobiografische en apologetisch-getinte Vlucht naar de vijand (1954), waarvoor Anton van Duinkerken een inleiding schreef en waarmee hij de jarenlange stilte rond zijn persoon verbrak. Eekhout schreef daarna nog romans, ook voor de jeugd, zoals De duivelstoren (1962) en Het dorp bij de hemel (1967).

## Publicaties
- Warden, een koning, 1926.
- Louteringen, 1927
- Doodendansen. Kwatrynen, 1929.
- Jaspis en jade. Verzen naar Chineesche motieen, 1929.
- Wijn. Verzen naar Li-Tai-Po, 1930.
- Branding. Kwatrijnen, 1931.
- Drieluik der zonde, 1932.
- Doolagiën. Verzen, 1932.
- De boer zonder God, 1933.
- Geuzen, 1934.
- Patriciërs, 1935.
- Aarde en brood, 1936.
- Machten, 1936.
- Klein tusschenspel, 1938.
- Hafische strofen, 1938.
- Wit bericht aan de wereld, 1938.
- Magie der aarde, 1938.
- Harmonica. Een reeks strofen,1938.
- De Anti-Christ. Mystisch kerstspel der toekomst, en Klein balladespel van den dood, 1939.
- De legenden van Jezus' kindsheid, 1940
- Solaas. Verzen van hernieuwd geloof, 1940.
- De waarachtige historie van Tijl Uilenspiegel in Vlaanderen, 1940.
- De legenden van Jezus' kindsheid, 1940.
- De eeuwige droom, 1941.
- De betooverde pelgrim. Bloemlezing uit de gedichten van Jan H. Eekhout, 1941
- Leven en Daden van Pastoor Poncke van Damme in Vlaanderen, 1941.
- Groot-Duitsche dichtkunst, 1942
- Geuzen, 1942
- De zanger van den nacht, 1942
- Ainyahita. Een mystisch gedicht, 1942
- Jermolijn, 1944
- De historie van Kathelijne Claes van Sluys in Vlaanderen, 1944.
- Kwatrijnen, 1945
- Vlucht naar de vijand, 1954, autobiografische zelfverdediging.
- Eiland in ballingschap, 1957.
- De ondergang van Waerdycke, 1957.
- De duivelstoren, 1962.
- Pieter Breughel, de onsterfelijke, 1967.
- De dood draagt een bolhoed, 1968.
- Het dorp bij de hemel, 1968.